# 레오폴도 페데리코

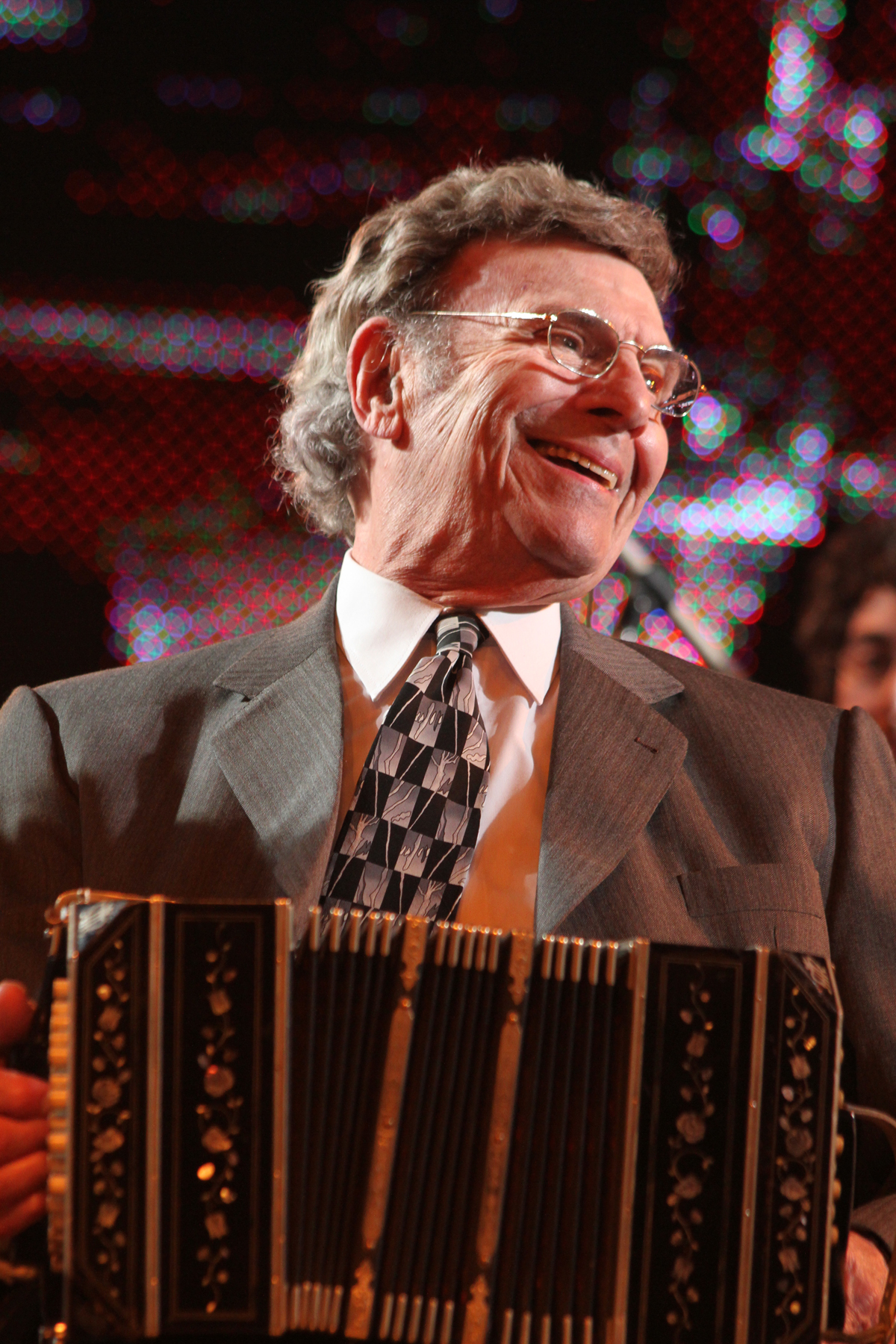
2011년

레오폴도 페데리코(Leopoldo Federico, 1927년 1월 12일 ~ 2014년 12월 28일)는 아르헨티나의 지휘자·반도네온 주자·작곡가이다. 17세에 탱고계에 데뷔하였으며 많은 악단을 거쳐 1952년에 스탐포네와 악단을 조직하였다. 1955년에는 피아솔라의 '8중주단'에 참가하였으며 1959년에 자기 악단을 결성하였다. 1960년에 솔리스트가 된 명가수 프리오 소사의 반주악단에서 지휘를 맡았으며 이 때부터 반도네온 주자로서의 재능이 인정되어 많은 악단에서 객연(客演)을 맡아 보기도 하였다. 그의 현대적인 감각의 연주는 높이 평가되었다.